# Mayté Gaos
María Teresa Gaos (Madrid, 7 de octubre de 1943), conocida por su nombre artístico Mayté Gaos, es una cantante y actriz española. Tuvo éxito en México durante la Época de Oro del cine mexicano, donde se hizo famosa por su participación en las películas, Buenos días, Acapulco (1964) y La batalla de los pasteles (1966), ambas protagonizadas por el dúo cómico-musical, Viruta y Capulina. 
Durante su incursión en el medio artístico, también popularizó temas musicales como El gran Tomás, reversión de Norman de Sue Thompson y Vete con ella, reversión de Chapel of Love de The Dixie Cups. Sus éxitos abarcaron ritmos como la balada romántica, el rock and roll y el ska. Vive en las Islas Canarias.

## Discografía
- El gran Tomás (RCA Victor)
- Vete con ella (RCA Victor)

## Filmografía
- Buenos días, Acapulco (1964)
- La batalla de los pasteles (1966)
- Demonios sobre ruedas (1967)

## Familia
Mayté y su hermana Pily Gaos son parte de la misma familia de José Gaos, Lola Gaos, Alejandro Gaos González-Pola y Vicente Gaos.